# Synodus dermatogenys
Synodus dermatogenys är en fiskart som beskrevs av Fowler 1912. Synodus dermatogenys ingår i släktet Synodus och familjen Synodontidae. Inga underarter finns listade i Catalogue of Life.